# 다이너소어 능선

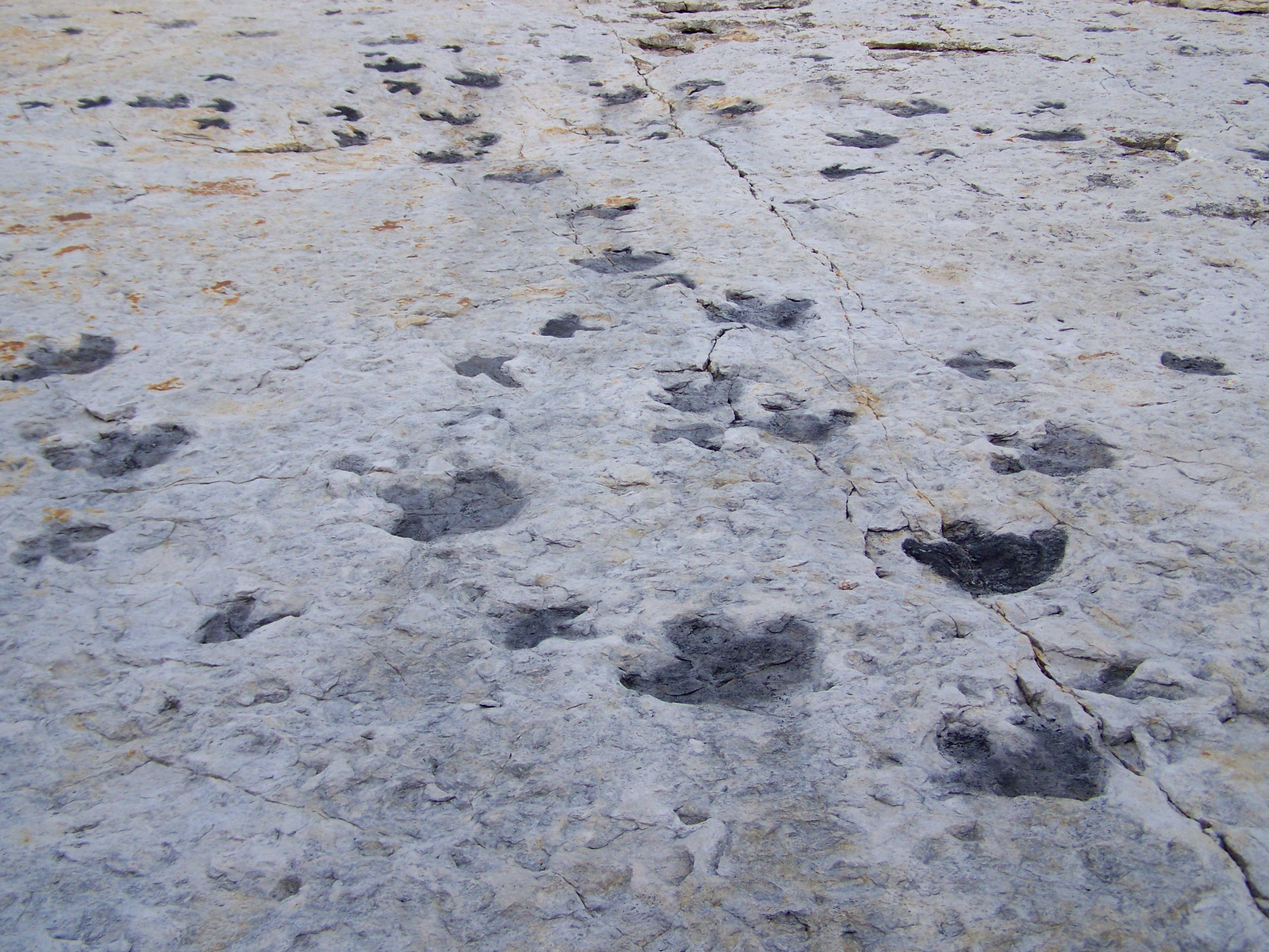

다이너소어 능선(Dinosaur Ridge)은 대부분 모리슨 지층의 암석으로 이루어져 있다. 이 능선은 미국 콜로라도주 덴버 서쪽 인근인 모리슨이라는 마을의 북쪽에 위치해 있다. 이 화석지는 1877년 아서 레이크스(Arther Lakes, 1844-1917)에 의해 처음으로 발견되었으며 유명한 '용 화석 전쟁' 혹은 '뼈 전쟁' 동안 잇따라 화석이 발굴되었다. 이 화석지에서는 오스니엘 찰스 마시와 그의 팀이 발굴 작업을 했다.